# Alcibiade majeur
Pour les articles homonymes, voir Alcibiade (homonymie).
L’Alcibiade majeur (ou Sur la Nature de l’Homme), aussi appelé Premier Alcibiade, est un dialogue platonicien. Il traite des capacités et qualités qu'Alcibiade, qui veut entamer une carrière comme homme politique, doit posséder.

## Authenticité
L'authenticité de ce dialogue a été mise en doute depuis le XIXe siècle, quoiqu'il fût utilisé pendant des siècles par l'Académie comme un texte d'initiation. Les philologues sont relativement divisés sur la question du caractère apocryphe du dialogue. Il appartient à la série dite des « Premiers Dialogues », et s'il n'est pas de Platon, il a du moins été rédigé par un contemporain de Platon, tant les similitudes linguistiques et stylistiques avec ce dernier sont grandes. Le terme « Premier » ne signifie pas que le dialogue a été rédigé avant le Second Alcibiade, mais qu'il lui est jugé supérieur (d'où leur appellation courante en français d’Alcibiade majeur et Alcibiade mineur).

## Cadre dramatique

### Date de l'action
On peut déduire du jeune âge d’Alcibiade dans le dialogue que la conversation est censée se dérouler vers – 431, au début de la guerre du Péloponnèse.

### Personnages
- Socrate

- Alcibiade : Alcibiade est un célèbre homme politique et général athénien, à l’existence mouvementée. À l'époque du dialogue, il est probablement âgé de 19 ans[1], et, déjà alimenté d’une immense ambition par son tuteur Périclès, s’apprête à faire ses débuts en politique. Il prendra part activement à la guerre du Péloponnèse puis, accusé dans l’affaire de la mutilation des Hermès, trahira sa cité pour Sparte. Il obtiendra ensuite sa réconciliation avec Athènes en négociant une alliance avec les Perses, mais finit assassiné en –404 par l'un de ses nombreux ennemis.

« Alcibiade, qui n'a pas encore vingt ans [...] »

## Définitions de la nature, de la politique et son objet
Dans l’Alcibiade majeur, Socrate s’attache à démontrer en quoi son jeune interlocuteur n’est pas encore mûr pour s’attaquer à la politique ; d’abord parce que ce que l'on ne sait pas, il faut le chercher ou l'apprendre. Il est nécessaire de se connaître soi-même avant de pouvoir commander aux autres avec justice, une technique, un état qui porte l’homme à savoir produire l’amitié dans la Cité. Socrate démontre que les erreurs proviennent du fait que l'on croit savoir, alors qu'on ne sait pas, et pensons avoir la compétence nécessaire pour agir, parce que l’on pense notre jugement bon, mais la plupart des hommes se précipitent en politique avant d'y être éduqués, en toute ignorance ; l’exception est rare. Dans ce dialogue, l'accent est mis fortement sur l’association entre justice, amitié et concorde. La technique en politique consiste en un accord, une concorde. L’homme se définit par son âme, et si l'on ne sait pas se servir d'un instrument, il vaut mieux ne pas s'en servir.

### Scène introductive

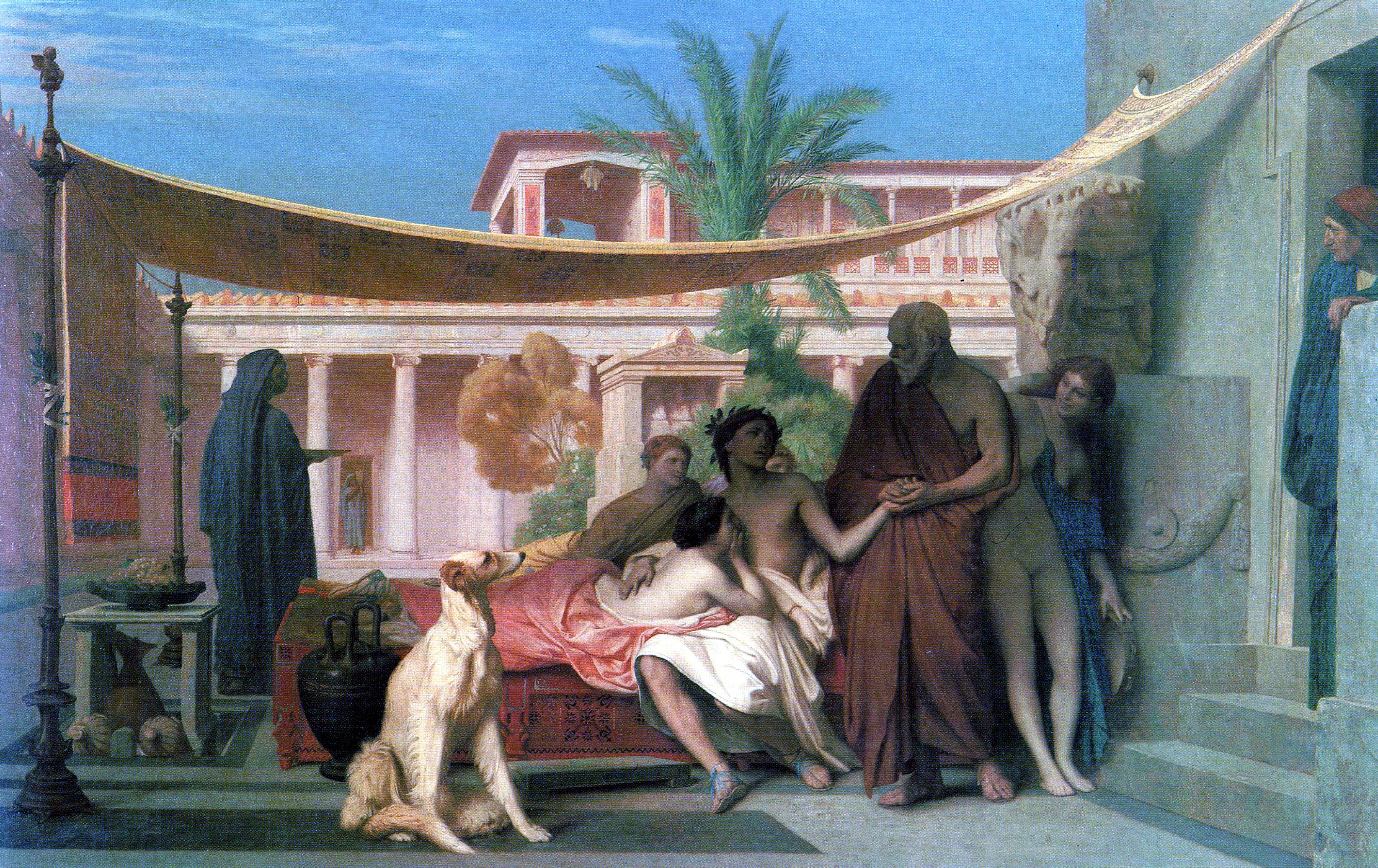
Socrate rencontre Alcibiade dans la maison d'Aspasie, toile de Jean-Léon Gérôme, 1861

Socrate, après plusieurs années de silence, se décide enfin à aborder Alcibiade pour lui déclarer son amour. Sa démarche peut surprendre, car le jeune homme va bientôt entamer une carrière politique, et ses nombreux amoureux, qu’Alcibiade a coutume d’éconduire sans ménagement, commencent à le délaisser pour des garçons plus jeunes. Socrate s’acharne à poursuivre Alcibiade de ses ardeurs parce qu’il a conscience de sa grande ambition politique ; Socrate estime même qu'il préférerait mourir plutôt que de ne pas exercer le désir de commander, de gouverner. Socrate rappelle à Alcibiade que la politique s'apprend non pas par soi-même, mais par d'autres. Le jeune homme désire, à l’évidence, devenir aussi puissant que son tuteur Périclès, et même davantage : il n’est pas un seul endroit, en Grèce comme en Asie, où Alcibiade ne désire asseoir sa domination. Il rêve probablement de pouvoir, un jour, dicter leurs lois aux fiers Spartiates et même à la Perse. Si réellement le jeune homme nourrit tant de vastes desseins, alors Socrate affirme être le seul à pouvoir le former de la manière qui convient. Intéressé, Alcibiade ne dément pas Socrate et l’encourage à expliquer quel profit il peut retirer de son enseignement, et accepte sans difficulté de se laisser guider par des questions.

### Alcibiade ignore ce qu’est le juste

#### Ignorant toute connaissance technique, Alcibiade devra discuter de politique générale
Le jeune homme l’admet tout de suite : s’il doit monter à la tribune pour donner des conseils aux Athéniens, ce sera bien sûr à propos de sujets qu’il maîtrise mieux qu’eux, et sur lesquels il est apte à éclairer la population.
Et précisément, souligne Socrate, les connaissances d’Alcibiade, soit qu’il les ait apprises d’autrui ou qu’il les ait trouvées de lui-même, sont assez rapides à énumérer : elles se résument, « si je m’en souviens bien, à lire et à écrire » et « à toucher de la cithare et à lutter ». Quant à la flûte, rappelle le philosophe avec un sens du détail, le jeune homme n’a jamais voulu y toucher. Il est à craindre que des compétences aussi limitées jouent en la défaveur d’Alcibiade une fois en tant qu'homme politique : il ne pourra ainsi donner d’avis ni sur les bâtiments à construire, car il ignore tout de l’architecture, ni sur l’interprétation d’un présage, car il n’est pas devin. Cependant toutes ces choses, objecte Alcibiade, relèvent de matières techniques, et lui aura au contraire à intervenir par ses conseils « sur la guerre ou sur la paix, (…) ou sur quelque autre affaire d’État », donc sur des affaires de politique générale.

#### La politique générale exige une connaissance précise du juste, ce qu’Alcibiade n’a pas
Socrate concède ironiquement que c'est bien répondu. Toutefois, de même qu’un athlète devient meilleur dans son domaine par la science de la gymnastique, qui entretient le corps, il doit sûrement exister une autre science, celle-là permettant de gérer au mieux un État, en vivant en paix autant que possible, et en ne déclarant la guerre qu’en cas de nécessité, au bon moment et contre le bon adversaire.
Alcibiade met du temps à cerner le raisonnement de son interlocuteur, mais finit par trouver la réponse : cette science à laquelle il est fait référence, c’est tout simplement la justice. Dès lors, en conclut Socrate avec humour, Alcibiade est doué d’un esprit exceptionnel, car s’il se juge en mesure de donner ses avis sur de telles questions, c’est qu’il sait tout du juste et de l’injuste, et tous doivent venir recevoir son enseignement.
Mais le jeune homme ne se laisse pas démonter : s’il sait en effet distinguer le juste de l’injuste, c’est que, comme tout un chacun, il l’a appris par son éducation, par la vie en société, bref par la population, de la même manière qu’il a appris à parler grec.
Le peuple, admet Socrate, est tout à fait compétent pour enseigner le grec, car tous s’accordent sur la signification qu’il faut donner à tel ou tel mot, ou comment appeler telle ou telle chose. On ne peut, en revanche, en dire autant de la justice : il n’est pas un sujet sur lequel les dissensions au sein de la population soient plus vives : La guerre de Troie, dans l’Iliade d’Homère, est née d’un désaccord, à la suite de l’enlèvement d’Hélène ; dans l’Odyssée, il s’agit de l’affrontement entre Ulysse et les prétendants de Pénélope. Alcibiade est donc bien imprudent de s’en remettre à un maître aussi volatil que le public sur une question aussi importante, et il est manifeste qu’il n’a pas une connaissance précise de ce qu’est le juste.

### Alcibiade ignore aussi ce qu’est l’utile
Pour se sortir de ce faux pas, le jeune homme note alors que l’assemblée délibère en fait rarement sur le juste et l’injuste, choses considérées comme évidentes, mais plutôt sur l’utile et l’inutile. Cela ne revient pas au même, assure-t-il, car il est parfois des choses injustes mais très utiles.
Plutôt que de réutiliser la même méthode que précédemment, Socrate va chercher à lui prouver que le juste et l’utile sont une seule et même chose, ce qui a pour conséquence logique qu’ignorant le juste, Alcibiade ignore aussi l’utile.
Pour commencer, Socrate pose le principe que ce qui est juste est beau, ce à quoi Alcibiade ne voit rien à répliquer. En revanche la réplique fuse quand le philosophe tente ensuite d’identifier le beau et le bon : certaines choses peuvent être fort belles, objecte le jeune homme, mais mener à un mauvais résultat.
Le meilleur exemple peut se trouver en temps de guerre, lorsqu’un soldat cherche à secourir un camarade blessé mais trouve la mort dans son entreprise : cette action est à la fois belle, puisqu’elle témoigne de beaucoup de courage, mais aussi mauvaise, puisqu’elle se solde par la mort du valeureux guerrier. Cependant, remarque Socrate, il est question ici de deux événements distincts : d’une part le sauvetage du blessé et d’autre part la mort du soldat. Le premier est un acte de courage, ce qui est à la fois beau et bon. Le deuxième est la mort, ce qui est à la fois laid et mauvais. Chaque action prise séparément est donc belle en tant qu’elle est bonne, ou laide en tant qu’elle est mauvaise, et la contradiction est résolue, ce qui permet bien d’affirmer en définitive que tout ce qui est beau est bon. Alcibiade est obligé de convenir que ce qui est bon est utile, d’où il suit, d’après les raisonnements précédents, que ce qui est juste est utile. Si Alcibiade ignore l’un, il ignore donc tout autant l’autre.

### Les Spartiates et les Perses sont bien mieux éduqués que lui
Alcibiade convient docilement de son ignorance du juste et de l’utile, mais soutient que les hommes politiques athéniens sont aussi ignorants que lui dans ces sujets, voire davantage. Il n’aura donc aucun mal à les surpasser. Amusé par l’optimisme du jeune homme, Socrate lui fait valoir que ce ne sont pas eux qu’il faut redouter, mais bien plutôt les Spartiates et les Perses qui, en fait d’éducation, ont une nette longueur d’avance sur les Athéniens. Socrate évoque à Alcibiade « la grandeur des rois de Sparte » et le futur Grand Roi, en Perse, qui est confié à quatre précepteurs, réputés chacun pour être respectivement le plus sage, le plus juste, le plus tempérant et le plus brave parmi la population. Face à des adversaires doués de toutes les qualités physiques et morales ainsi que de toutes les richesses - c’est-à-dire pas moins que les Athéniens - le jeune Alcibiade ne peut s’appuyer que sur l’excellence de son éducation, qu’il ne doit donc pas négliger. Socrate accepte d'aider Alcibiade, mais se montre pessimiste sur les résultats.

### Il convient, pour gouverner, d’apprendre d’abord à se connaître soi-même

#### La connaissance de soi-même est rare et précieuse
Dès lors, étant donné qu’Alcibiade se révèle incapable de dire ce que doit savoir l’homme qui veut gouverner, ou en quoi consiste la bonne administration d’une Cité, il faut commencer par combler ses lacunes. La réponse, selon Socrate, ne fait aucun doute : on ne peut s’occuper des affaires des autres si l’on ne sait d’abord s’occuper des affaires qui sont à soi-même. Et l’on ne peut s’occuper des affaires qui sont à soi-même si l’on ne se connaît pas soi-même. Comme le préconise la célèbre inscription sur le fronton du temple de Delphes, le jeune homme doit donc, avant toute chose, apprendre à se connaître lui-même.
Une telle connaissance n’est pas donnée à tout le monde : celui qui s’attache à prendre soin de son corps, par exemple, prend soin de ce qui est à lui - son corps - mais pas de lui-même. Quant à celui qui accumule les richesses, il en est encore plus éloigné puisqu’il concentre son énergie sur ce qui dépend de son corps.

#### Se connaître soi-même, c’est connaître son âme
L'homme n'est défini ni comme un composé de corps et d’âme ni par son corps, mais par son âme. Soi-même peut s'expliquer selon Socrate, de trois façons : soit le corps, soit l’âme, soit un assemblage des deux. L’homme se sert de son corps comme d’un outil, le commande, et ne peut donc s’identifier avec lui. De même, l’assemblage du corps et de l’âme est à exclure, « car l’une des deux parties n’ayant point de part au commandement, il n’est pas possible que le tout formé des deux commande. »
Reste ainsi l’unique solution que le « soi-même » correspond à l’âme, et que se connaître soi-même revient à connaître son âme. De même qu’un œil ne peut se connaître qu’en voyant son propre reflet dans la prunelle d’un autre œil, l’âme, pour se perfectionner et acquérir la connaissance d’elle-même, devra regarder une autre belle âme, en particulier cette partie de l’âme où résident la connaissance et la pensée, deux facultés qui la rendent proche des dieux.
C’est aussi la raison pour laquelle, affirme Socrate, son amour pour Alcibiade est toujours aussi vif : tandis que les autres prétendants ne s’attachaient qu’à son corps et se désintéressent de lui maintenant, Socrate est surtout amoureux de son âme, et sa passion ne fera donc que croître au fur et à mesure que l’âme d’Alcibiade gagnera en beauté.

### Conclusion
Tant qu’Alcibiade manque de science et de vertu, il vaut mieux, pour lui et pour le bien de tous, qu’il obéisse à un meilleur que lui plutôt que de gouverner, l’homme sans vertu étant condamné à la servitude. Alcibiade accepte ce verdict, mais demande à Socrate de l’aider à sortir de cette condition. Ce dernier, bien qu’il accueille favorablement cette requête, n’est pas dupe : le tourbillon de la politique aura tôt fait de gagner le jeune homme et de le perdre.

## Portée philosophique et littéraire
L’Alcibiade majeur, malgré sa précocité dans l'œuvre de Platon, contient déjà un certain nombre d’idées sous-jacentes et essentielles au système socratico-platonicien en matière de politique : le bonheur d’une cité et des citoyens étant lié à la pratique de la vertu, et la vertu étant une science, l’homme d’État doit guider son action selon cette science. Pour ce faire, il lui faut nécessairement accéder à la connaissance de lui-même. Le concept d’une cité idéale gouvernée par les philosophes, exposé dans La République, est donc déjà en gestation.
On y retrouve également une ébauche de la Théorie des Idées platonicienne, aux passages 129b et 130c-d où il est fait mention de ce qui peut être traduit par l'Idée, l'essence immuable.
Les autres idées du dialogue, quant à elles, témoignent tout de même de la jeunesse de Platon et de son attachement encore très fort à l’enseignement socratique : ainsi en va-t-il de la similarité entre le juste et l’utile ou de l’importance prépondérante accordée à la connaissance de soi-même. De même, l’opinion selon laquelle on ne peut rien savoir sans l’avoir appris d’un maître ou l’avoir trouvé soi-même s’oppose à la doctrine de la réminiscence, élaborée plus tard par l’auteur dans le Ménon et le Phèdre.
Enfin, sans avoir la grâce d’autres dialogues de la même époque, l’Alcibiade majeur est doué d’un style vivant et divertissant, là encore l'ironie socratique est présente. Le personnage d’Alcibiade quant à lui manque encore de relief, tout comme dans l’Alcibiade mineur. Il n'a aucune défense face à Socrate et se laisse guider presque aveuglément par ses paroles. Platon saura en offrir un portrait bien plus savoureux dans Le Banquet.

### Texte
- Platon (trad. Jean-François Pradeau, Luc Brisson, Chantal Marboeuf), « Alcibiade majeur », dans Platon, Œuvres complètes, Éditions Flammarion, 2008 (1re éd. 2006), 2204 p. (ISBN 978-2081218109).
- Nicholas Denyer (éd.). Plato, Alcibiades. Introduction et Notes par N. Denyer (Cambridge University Press, 2001).
- Jean-François Pradeau et Chantal Marboeuf. Platon, Alcibiade. Présentation par J.-F. Pradeau, Trad. par Chantal Marboeuf et Jean-François Pradeau (Paris: Flammarion, 1999).
- Platon : Œuvres complètes, Tome 1, Gallimard, Bibliothèque de la Pléiade, 1940,  (ISBN 2-07-010450-8)

### Commentaires
- Proclos, Sur le Premier Alcibiade de Platon, Belles Lettres, Collection des universités de France, 1987,  (ISBN 2-251-00393-2)
- Alain, Platon, Champs-Flammarion, 2005,  (ISBN 2-08-080134-1)
- François Châtelet, Platon, Folio, Gallimard, 1989,  (ISBN 2-07-032506-7)
- Jean-François Pradeau, Les mythes de Platon, GF-Flammarion, 2004,  (ISBN 2-08-071185-7)
- Jean-François Pradeau, Le vocabulaire de Platon, Ellipses Marketing, 1998,  (ISBN 2-7298-5809-1)
- Michel Foucault, L'herméneutique du sujet, Cours au Collège de France 1981-1982 (les deux premiers cours)
- Benny Lévy, L’Alcibiade. Introduction à la lecture de Platon (cours à l’université Paris-VII, 1996), Verdier/poche, 2013